# عين تراز
عين تراز هي قرية لبنانية من قرى قضاء عاليه في محافظة جبل لبنان. تبعد عن بيروت 36 كلم وترتفع عن سطح البحر: 700م. القرى المحاذية لها هي: شرتون، سلفايا، رشميا، رويسة النعمان، بو زريدة.

## معالمها

### كنيسة الروم الملكيين الكاثوليك
في عام 1811، أسّس البطريرك أغابيوس الثالث مقرّ عين تراز ليكون أساسًا إكليريكية للروم الملكيين.
وفي مجمع عين تراز المنعقد في 13 كانون الأوّل سنة 1811 تم اقرار كتاب يواكيم مطران في المنطق الذي ألفه سنة 1754 ثم اختصره سنة 1766 ودعاه إيساغوجي. حيث تم فرضه ككتاب مدرسيّ وجامعيّ، لذا نجد منه العديد من النسخ في المكاتب في الشرق.
في الواقع لم يُستعمل هذا المقرّ كإكليريكية سوى في الفترات الآمنة في القرن التاسع عشر. عندما تعرض للنهب عام 1841 و1845، لم يُعَدْ فتحه ثانية إلاّ في عام 1870. وبعد إنشاء إكليريكية القديسة حنّة في أورشليم، لم يعد هناك سببّ لإبقاء عين تراز كإكليريكية للطائفة، فأُبقيَ عليه ليكون مركزًا لتنشئة الدعوات الكهنوتية المتأخّرة أو أيضًا للكهنة المتزوجين. وبقي لغاية 1981 المقرّ الصيفي للبطريركية نظرًا للمناخ والمكتبة والتجهيز التدريجي للمكان بهدف انعقاد السينودسات التي أصبحت سنوية منذ 1948 بعهد مكسيموس الرابع.
ولكن للأسف تعرض عين تراز ثانية في الأعوام 1982 و1983 لكارثة النهب والحريق بسبب تواجده في منطقة المعارك أثناء الحرب الأهلية في لبنان واستحال الوصول إليه. فخسر المقتنيات الثمينة من المكتبة والمحفوظات البطريركية التي اعتنى بجمعها بكلّ جهد المطران بطرس كامل مدوّر والأب أدريانوس شكور.
حالما انتخب بطريركًا قرّر غريغوريوس الثالث إعادة تأهيل وترميم عين تراز الذي افتتح في حزيران 2004. ومنذ ذلك التاريخ أصبح مجددًا الكرسي البطريركي الصيفي حيث ينعقد سنويًا السينودس المقدّس لطائفتنا.
وفي عام 2011 احتفل باليوبيل المئوي الثاني لبنائه.

### سنديانة عين تراز
تعتبر سنديانة عين تريز من أضخم وأقدم أشجار السنديان في منطقة حوض المتوسط، إذ يقدرعمرها بأكثر من 1200 سنة، وهي موجودة في القصر التاريخي لآل السعد. علماً ان هذه السنديانة وجدت قبل تشييد القصر، وكانت شاهدة على احتفالات واجتماعات رسمية، في أيام الإمارة ثم المتصرفية.
يُشار إلى ان علو السنديانة يتجاوز الأربعين متراً، وأغصانها تتمدّد إلى حدّ الـ 35 متراً، لتظلّل ساحة من 1200 متر لذلك ثُبتت أعمدة في الأرض كركائز تقيها من الأضرار بسبب طولها وثقلها، أما جذعها فيبلغ قطر دائرته عشرات الأمتار. تلقى السنديانة التاريخية العناية اللازمة والدقيقة فترش سنوياً في فصل الربيع، وتشذّب أغصانها في الخريف، وتخضع لمكافحة دورية للحشرات والديدان، كما أنها تخضع للمراقبة الدائمة. تعرضت السنديانة للعديد من المخاطر كالحريق الذي أتى على جزء بسيط منها منذ اعوام، فاستنفر السكان، واشرف النائب فؤاد السعد على إطفائها. وكذلك الأمر بالنسبة إلى تساقط الثلوج الذي يؤثر في أعمدتها فتتكسر تحت وطأة ثقلها، لذلك يُعمد إلى رشها بالمياه فور تراكم الأبيض على أغصانها. وخلال الحرب الأهلية اللبنانية، أمّن وليد جنبلاط الحراسة للسنديانة على مدى أعوام، وكان الخوف الكبير حينها ليس من القذائف والنار بقدر ما كان من الجحافل التي مرت بالمكان وقد تسوّل لها نفسها قطع هذه السنديانة وتحويلها حطباً للتدفئة.

### أحداث حول السنديانه
شهدت السنديانة على الكثير من الاحتفالات والاجتماعات الرسمية، منذ فترة الإمارة وحتى يومنا هذا. ففي مرحلة الانتداب تحوّل القصر إلى مقر رئاسي في عهد رئيس الجمهورية حبيب باشا السعد، وظلال السنديانة إلى ميدان للاجتماعات والاحتفالات الرسمية، وإحداها كانت في ذكرى إعلان دولة لبنان الكبير حيث أحيا الرئيس السعد بعد ظهر السبت في أول أيلول 1934 تحت السنديانة، التي ازدانت حينها بالأعلام والأنوار المعلقة على أغصانها وإصطفت تحتها الفرقة الموسيقية لتعزف نشيد “المارسيليز”، مهرجاناً كبيراً احتفاءً بالذكرى السنوية لاعلان لبنان الكبير، شارك فيه المفوض السامي الفرنسي الكونت داميان دي مارتيل ورجال حاشيته إلى جانب ممثلي هيئات وأحزاب من كل الطوائف، بالاضافة الى حشود قُدّر عددها بعشرة آلاف.
ووصفت إحدى الصحف الصادرة في اليوم التالي المهرجان بالآتي: “كانت مظاهر الفرح والارتياح مرتسمة على جميع الوجوه، ودعا آل السعد جميع الوفود إلى تناول طعام الغداء إلى مائدة سخية مُدت موائدها الطويلة وسط ميدان السنديانة الشهيرة".

#### سنديانة عين تراز في الفن الشعبي
- ظهرت السنديانة في رواية «أميركا» لربيع جابر: «ولا أحد يعلم كم واحدا منا قضى هنا بالمرض أو بالقتل عمدا أو صدفة تحت القطار أو الجياد وما إلى ذلك من الدواهي التي لا يتخيلها النائم في ظل سنديانة عين تراز.» ص. 160

## تاريخها

### مجمع 1835
مجمع عين تراز، والذي تم عقده في عام 1835 من قبل البطريرك ماكسيموس الثالث (ميخائيل مظلوم، توفي في 1855). ويشكل هذا المجمع أهمية خاصة من حيث كونه المجمع الملكي الوحيد الذي قامت روما بالتصديق عليه بصورة كاملة. وقد تأسس في عام 1841.

## أعلامها
- أمين السعد